# Mengystu Nyuaj
Mengystu Nyuaj (ur. 1916, zm. 30 marca 1961) – etiopski generał, starszy brat urzędnika Gyrmamie Nyuaja.
W 1956 objął stanowisko dowódcy gwardii cesarza Hajle Syllasje I. Sprawował je do grudnia 1960, kiedy to pomógł bratu Gyrmamie Nyuajowi w dokonaniu zamachu stanu w trakcie wizyty cesarza w Brazylii. Jednak rozpoczęty 13 grudnia pucz zakończył się porażką 7 dni później. 20 grudnia wraz z Gyrmamie Nyuajem i kapitanem Baye uciekł ze stolicy i skierował się na południe Kenii. Po siedmiodniowej wędrówce spiskowcy, w obawie przed schwytaniem przez wieśniaków, zdecydowali się na popełnienie samobójstwa. Mengystu przeżył próbę odebrania sobie życia, lecz odniósł ciężkie rany po postrzale w głowę. Po hospitalizacji odbył się jego proces, w trakcie którego Mengistu nie okazał skruchy przed cesarzem za popełniony czyn, chwaląc natomiast swój wkład w rewolucję. Został skazany na karę śmierci i powieszony.